# La Fête à Gigi
La Fête à Gigi és una pel·lícula pornogràfica francesa dirigida per Alain Payet estrenada en DVD el 2001.

## Sinopsi
Un jove (Bruno Sx) coneix en una fira d'atraccions una jove, Gigi (Silvia Saint), que podria ser "la dona de la seva vida". Es proposa cortejar-la, però potser no és prou directe perquè ella se li escapa. Aleshores comença un joc d'amagatalls que durarà tota una nit durant la qual tots dos viuen diverses aventures sexuals alhora que tenen l'oportunitat d'observar les dels altres.
Al matí, quan surt de la caravana on va passar una nit d'amor, el jove torna a trobar-se amb la Gigi, que ha fet el mateix. Però és massa tard, la festa s'ha acabat i la Gigi s'uneix al seu marit que l'espera.

## Repartiment
- Silvia Saint: Gigi
- Bruno Sx: jove
- Dolly Golden: la casada
- Ovidie: la dama d'honor de la casada
- Roberto Malone: xouman
- Sebastian Barrio: un militar en goguette
- Marc Barrow: ?
- Ian Scott: ?
- Caroline Cage
- Maeva Exel

## Anàlisi
Al llarg d'aquesta història, Gigi és perseguida per dos personatges: el jove enamorat i un misteriós home de negre que creiem pervers. Tot i que animats per motius diferents, en última instància són força semblants, ja que cap dels dos intenta una altra cosa que tenir una relació física amb ella (un només vol seduir-la i l'altre per practicar turments). Per tant, es reuneixen en el mateix tipus d'"anormalitat" designada per l'univers pornogràfic.
La Gigi, que podria ser la "dona de la vida" del jove, com suggereix un showman interpretat per Roberto Malone, es lliura a qui la vulgui. El jove no va saber com preguntar-li què li havia d'oferir i és culpa seva perquè en el món del porno no s'ha de somiar amb amor sinó amb sexe.

## Premis
Va obtenir el Premi Ninfa al millor director del FICEB del 2001